# Elspeth Attwooll
Elspeth Attwooll (n. 1 februarie 1943, Greater London, Anglia, Regatul Unit) este un om politic britanic, membru al Parlamentului European în perioadele 1999-2004 și 2004-2009 din partea Regatului Unit.
1. ↑  Deputații în Parlamentul European